# Magnolia bawangensis
Magnolia bawangensis är en magnoliaväxtart som beskrevs av Y.W.Law, R.Z.Zhou och D.M.Liu. Magnolia bawangensis ingår i släktet Magnolia och familjen magnoliaväxter. Inga underarter finns listade i Catalogue of Life.